# Euryporus
Euryporus är ett släkte av skalbaggar som beskrevs av Wilhelm Ferdinand Erichson 1839. Euryporus ingår i familjen kortvingar.
Släktet innehåller bara arten Euryporus picipes.